# Mas de Messies
El Mas de Messies és una masia de Reus (Baix Camp) situada a la partida d'Aigüesverds, sota la granja de Soronelles, a l'oest del camí del Mas de Guardià. Una part de la finca, que de conjunt tenia una trentena de jornals, era a sol ixent d'aquell camí, en terres de la Partida de Rubió. En aquesta part, que va correspondre en dot a un dels germans, es va edificar un altre mas, també conegut com de Messies, però que algú anomena el Mas Nou de Messies.

## Descripció
El mas és un conjunt de dues grans construccions juntes, de planta rectangular i volum senzill, amb dues plantes d'alçada i coberta amb una teulada a dues aigües. La coberta no unifica el conjunt, ja que cada cos té la seva i ambdues tenen diferents orientacions. Les façanes mostren una composició, més o menys ordenada, amb obertures molt senzilles i sense elements a destacar. A l'esquerra del mas, i a continuació, hi ha unes naus de dues plantes i un cobert d'una planta, que conformen, junt amb el mas, un conjunt de creixement lineal. A la dreta dels cossos principals, hi queda un magatzem de planta baixa annexat a la façana lateral. Davant del mas hi ha una placeta. A l'extrem de la finca hi ha una bassa.
L'estat actual del mas i la bassa és bo, i s'hi fan noves construccions d'ampliació.